# Bronvaux

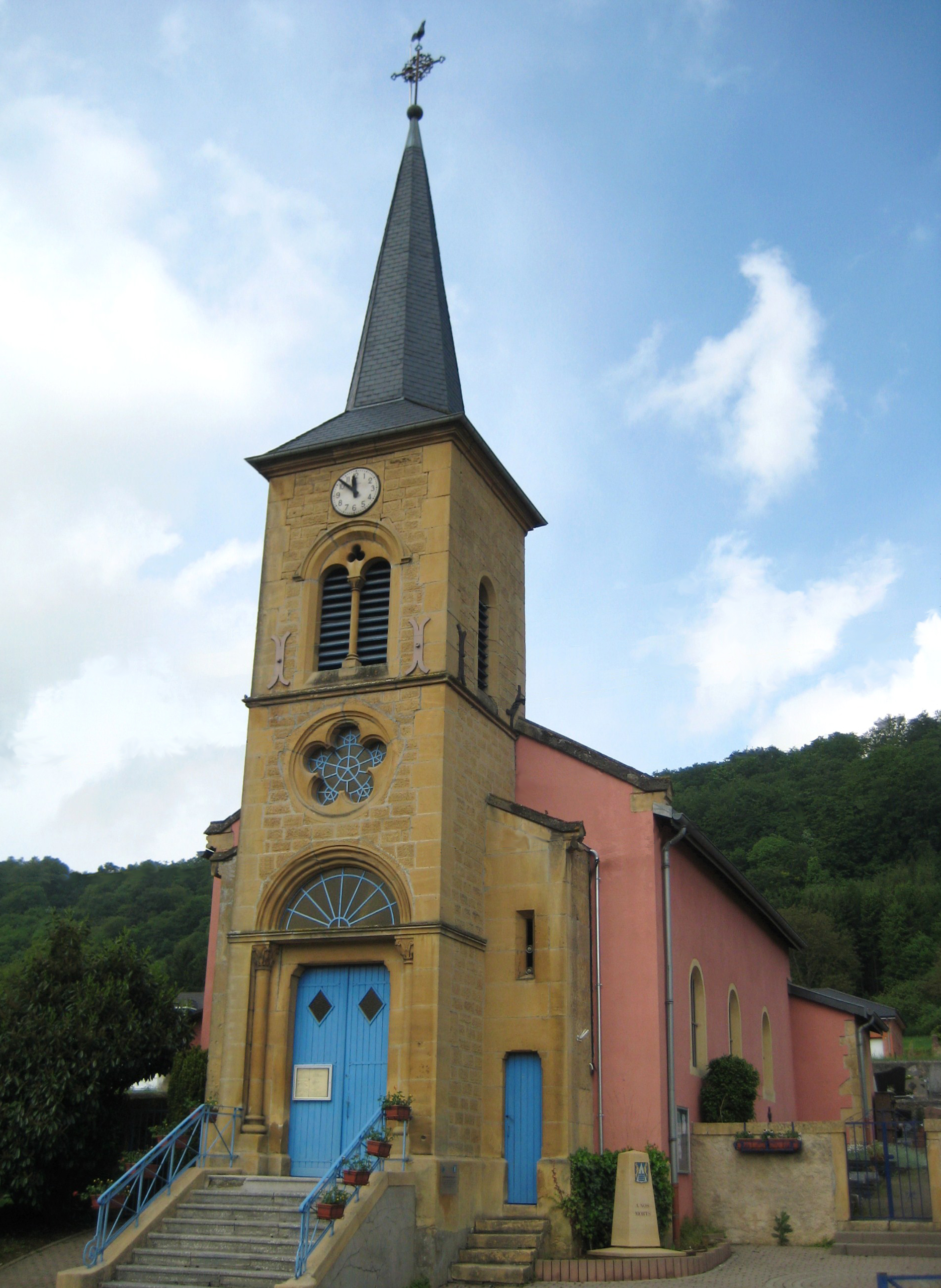
Kirche St. Laurent

Bronvaux ist eine französische Gemeinde mit 504 Einwohnern (Stand 1. Januar 2022) im Département Moselle in der Region Grand Est (bis 2015 Lothringen). Sie gehört zum Arrondissement Metz.

## Geographie
Die Gemeinde Bronvaux liegt in Lothringen im Tal des Billeron, elf Kilometer nordwestlich von Metz auf einer Höhe zwischen 215 und 354 m über dem Meeresspiegel. Das Gemeindegebiet umfasst 1,53 km².

## Geschichte
Das Dorf wurde im Mittelalter erstmals als Brunvall erwähnt. Es gehörte früher zur Grafschaft Bar. Im 12. Jahrhundert erscheint Bronvaux unter dem deutschen Namen Buchfelt in einer Urkunde des Abts Litthaldus von St. Martin bei Metz.
Durch den Frankfurter Frieden vom 10. Mai 1871 kam die Region an das deutsche Reichsland Elsaß-Lothringen, und das Dorf wurde dem Landkreis Metz im Bezirk Lothringen zugeordnet. Die Dorfbewohner betrieben Getreide- und Weinanbau.
Nach dem Ersten Weltkrieg musste die Region aufgrund der Bestimmungen des Versailler Vertrags 1919 an Frankreich abgetreten werden. Im Zweiten Weltkrieg war die Region von der deutschen Wehrmacht besetzt.
1915–1918 trug das Dorf den eingedeutschten Namen Brunwals und 1940–1944 Brauntal.

### Demographie
| Anzahl Einwohner seit Ende des Zweiten WeLtkriegs | Anzahl Einwohner seit Ende des Zweiten WeLtkriegs | Anzahl Einwohner seit Ende des Zweiten WeLtkriegs | Anzahl Einwohner seit Ende des Zweiten WeLtkriegs | Anzahl Einwohner seit Ende des Zweiten WeLtkriegs | Anzahl Einwohner seit Ende des Zweiten WeLtkriegs | Anzahl Einwohner seit Ende des Zweiten WeLtkriegs | Anzahl Einwohner seit Ende des Zweiten WeLtkriegs | Anzahl Einwohner seit Ende des Zweiten WeLtkriegs |
| ------------------------------------------------- | ------------------------------------------------- | ------------------------------------------------- | ------------------------------------------------- | ------------------------------------------------- | ------------------------------------------------- | ------------------------------------------------- | ------------------------------------------------- | ------------------------------------------------- |
| Jahr                                              | 1962                                              | 1968                                              | 1975                                              | 1982                                              | 1990                                              | 1999                                              | 2007                                              | 2019                                              |
| Einwohner                                         | 304                                               | 548                                               | 547                                               | 562                                               | 545                                               | 595                                               | 553                                               | 525                                               |